# Вейль, Густав
Густав Вейль (нем. Gustav Weil; 25 апреля 1808, Зульцбург — 29 августа 1889, Фрайбург-им-Брайсгау) — немецкий востоковед, переводчик и педагог; профессор восточных языков Гейдельбергского университета.

## Биография
Густав Вейль родился 25 апреля 1808 года в городе Зальцбурге. В 1828—1830 годы изучал историю и философию в Гейдельбергском университете.
В 1830 году некоторое время занимался восточными языками у Сильвестра де Саси в Париже. Оттуда в качестве корреспондента газеты «Аугсбургская всеобщая газета» (нем. "Augsburger Allgemeinen Zeitung") направился в Алжир, а в 1831 году — в Каир, где оставался до 1835 года, занимаясь исламоведением у шейха Тантави.
В 1836 году был удостоен учёных степеней в Тюбингенском и Гейдельбергском университетах.
В 1836—1845 годах преподавал в Гейдельбергском университете и исполнял обязанности университетского библиотекаря. В 1845 году стал экстраординарным профессором восточных языков, а в 1861 году — ординарным профессором Гейдельбергского университета.
Густав Вейль умер 29 августа 1889 года во Фрайбург-им-Брайсгау.

## Научное наследие
Перевел с арабского языка на немецкий «Тысячу и одну ночь» (в 4-х томах, 1837—1841) и «Жизнь Мухаммеда» Ибн Хишама (в 2-х томах, 1864).
Автор трудов, содержащих обширный фактический материал.